# Dorfkirche Paretz

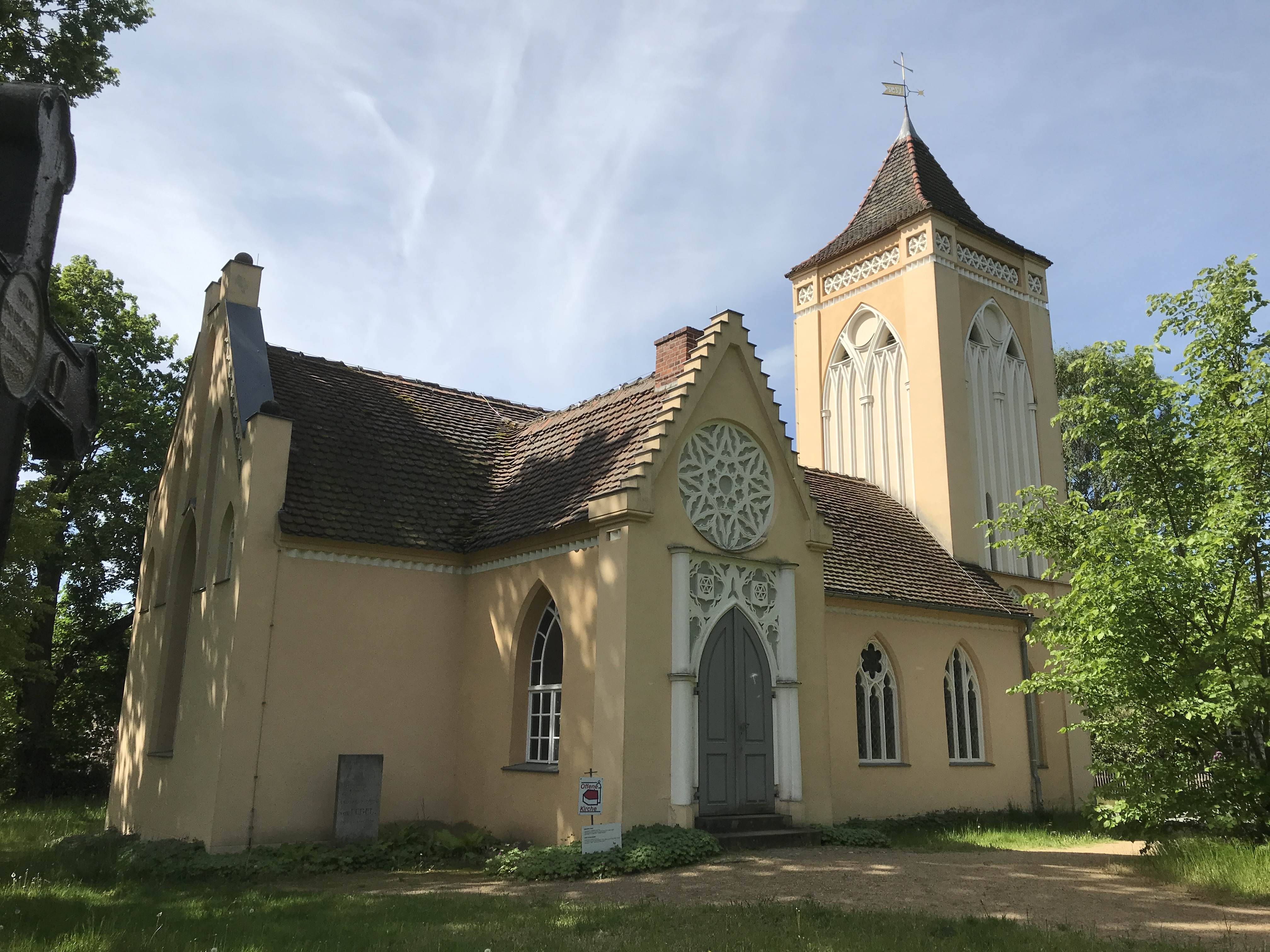
Dorfkirche Paretz

Die evangelische Dorfkirche in Paretz bei Potsdam stammt in ihren Grundmauern aus dem 12. Jahrhundert. Die Kirchengemeinde gehört zum Kirchenkreis Nauen-Rathenow der Evangelischen Kirche Berlin-Brandenburg-schlesische Oberlausitz. Laut Dehio-Handbuch handelt es sich dabei um einen der frühesten erhaltenen Bauten der Neogotik in Brandenburg.

## Lage
Die Kirche liegt im südwestlichen Schlosspark am Parkring auf einer leicht nach Norden hin ansteigenden Fläche, dem nicht eingefriedeten ehemaligen Kirchfriedhof.

## Geschichte

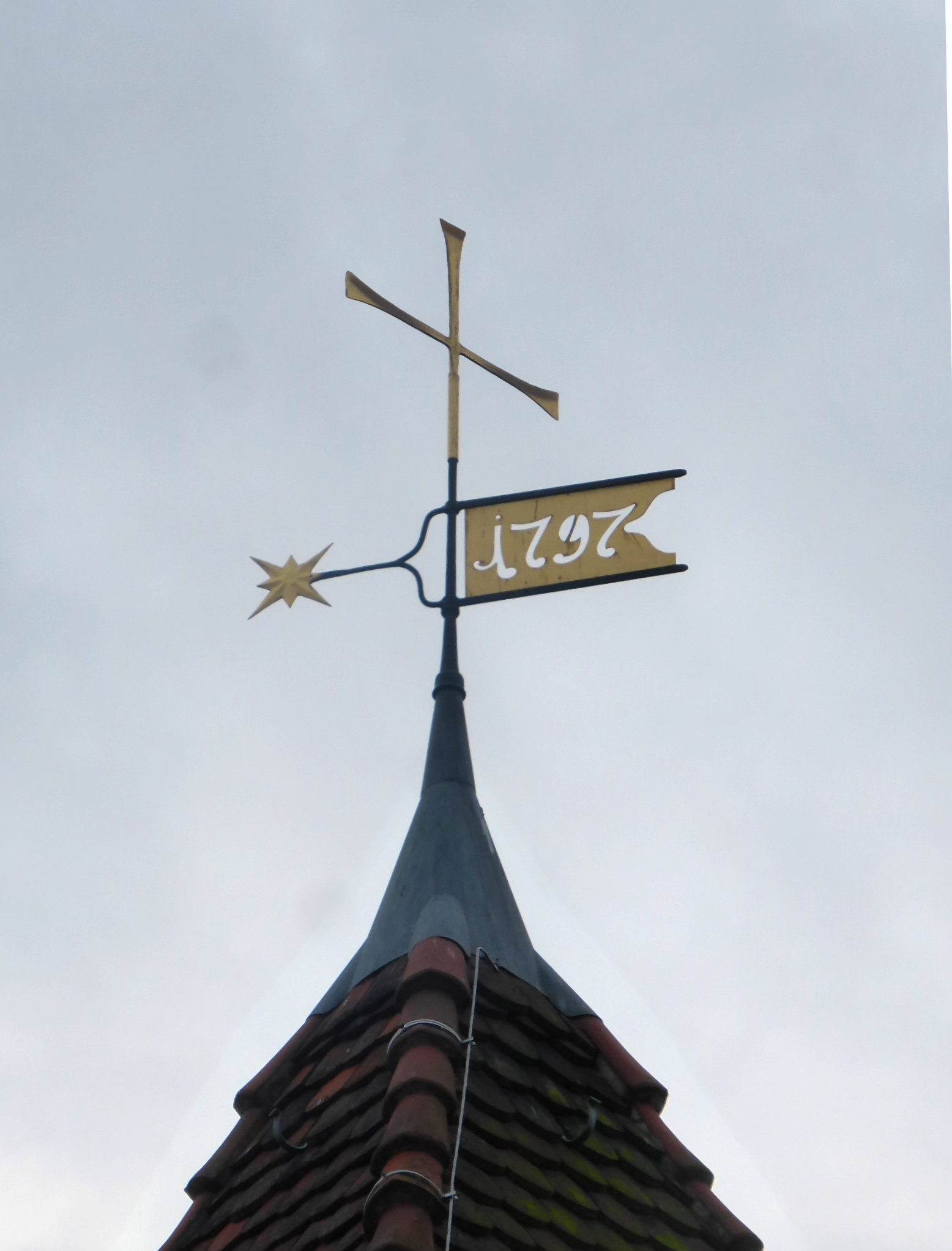
Datierte Wetterfahne auf dem Glockenturm

Im Jahre 1197 schenkte Markgraf Otto II. von Brandenburg die Orte Ketzin, Porac und Porets dem Domkapitel zu Brandenburg (Havel). Damit dürfte urkundlich belegt sein, dass in dieser Zeit bereits ein erster Kirchenbau in Paretz vorhanden war. Die Kirchengemeinde gibt in einer Informationstafel in der Kirche an, dass es zu dieser Zeit eine Kapelle gegeben hat. Feldsteinstrukturen unter dem Mauerwerk des im 21. Jahrhundert vorhandenen Gebäudes bestätigen das. In den Jahren 1962 und 1991 wurden an der Rückwand des Chores drei Wandgemälde freigelegt, die Weihekreuze enthalten und wohl aus dem 14. Jahrhundert stammen. Sie zeigen die Verkündigung des Herrn, die Geburt Christi das Jüngste Gericht. Im Landbuch von Kaiser Karl IV. aus dem Jahre 1375 ist für Paretz eine Pfarrstelle vermerkt. Die geistliche Versorgung unterstand dem Domkapitel zu Brandenburg und keinem Gutsherrn, so dass Paretz keine Patronatskirche war. Der Kirchturm wurde – teilweise in Fachwerk – im Jahre 1700 errichtet. Seit 1724 erklingt das Geläut der ersten kleinen Glocke, die auch noch im Jahr 2019 mit Seilzug bedient wird. 1725 wurde an der Südseite der Kirche eine Leichenhalle angebaut. In der Zeit wurden die Bestattungen noch auf dem Friedhof rund um das Gotteshaus vorgenommen. In den Jahren 1725 und 1727 entstand der Rokoko-Kanzelaltar, den Tischlermeister Frentsche aus dem nahe gelegenen Ketzin anfertigte.
Der damalige Kronprinz Friedrich Wilhelm und seine Gemahlin Luise kauften 1795 das Gut in Paretz und ließen das Schloss Paretz bauen. Sie hatten aber über die Dorfkirche keine Verfügungsgewalt. Das preußische Herrscherhaus einigte sich mit dem Domkapitel zu Brandenburg auf die Zusicherung des Königshauses, die Umbaukosten für die Kirche zu übernehmen. Bedingung war, dass die Neugestaltung nach den Wünschen des Hofes erfolgten. Im Juli 1797 begannen die Arbeiten, und bereits am 3. Advent konnte in der neu hergerichteten Kirche ein Gottesdienst gefeiert werden. Der Vorentwurf stammte von Hofmarschall Valentin v. Massow, der Ausführungsentwurf vermutlich von David Gilly. Auch der örtliche Projektleiter Martin Friedrich Rabe war offenbar entwerferisch beteiligt, wie das "Raben"-Relief in der Stuckrosette über dem Haupteingang verrät.
Während dieser Umgestaltung erhielt die Kirche große spitzbögige Fenster im Chor sowie den Anbau einer Loge für das Königspaar auf der Nordseite. Die Leichenhalle an der Südseite wurde jetzt zum Innenraum der Kirche geöffnet und diente als Guts- und Offiziantenloge der Familie des Paretzer Gutsherrn. 

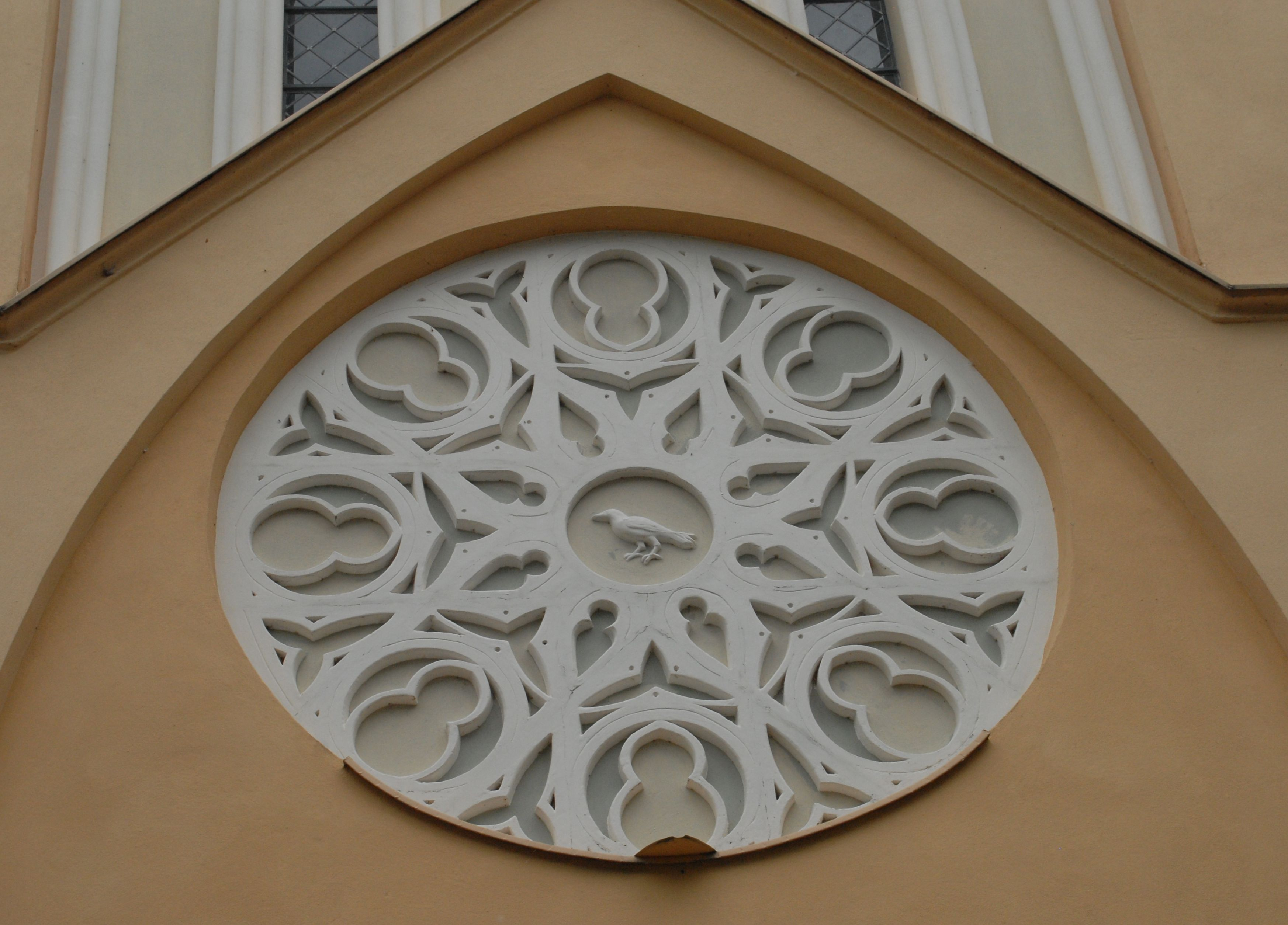
Stuckrosette mit Rabe über dem Haupteingang

Während einer erneuten Restaurierung in den Jahren 1856 und 1857 unter Friedrich August Stüler erhielt der als zu dunkel empfundene Kirchenraum zwei zusätzliche Fenster. Der Kanzelaltar wurde entfernt und der Fußboden etwa 50 cm angehoben. Die Gutsloge wurde nun Sakristei, denn weil das Königspaar nur noch selten in Paretz anwesend war, durfte die Gutsherrschaft die Königsloge benutzen. Seit 1860 war Paretz eine eigenständige Pfarrstelle. Im gleichen Jahr entstand das im Jahr 2019 noch erhaltene Pfarrhaus, das die Kirchengemeinde im Jahre 2004 verkaufte, um die Restaurierung der Außenansicht der Kirche zu ermöglichen. Im Jahre 1954 erhielt die Kirche einen neuen Außenputz, der jedoch nicht dem historischen Vorbild entsprach. Anfang der 1960er Jahre erfolgte die Erneuerung des Kircheninnenraums, wobei ein Teil der mittelalterlichen Wandmalerei im Chorraum freigelegt wurde. Schon 1968 war die eigene Pfarrstelle für Paretz aufgelöst worden. Seither betreut der Pfarrer von Ketzin wieder die Gemeinde.
Nach umfangreichen Recherchen und Vorarbeiten nahm die Kirchengemeinde zwischen 1983 und 1986 Baumaßnahmen am Äußeren der Kirche vor. Der historische Stuck wurde weitgehend rekonstruiert, und die Kirche erhielt wieder einen Farbanstrich. 1995 gelang der restauratorische Nachweis, dass die historische Innenraumfassung von 1797 unter mehreren Farbanstrichen weitgehend erhalten ist. Im Jahr 1999 schließlich wurde – zur Abwehr von Durchfeuchtung – in das alte Mauerwerk eine temperierende Wandheizung installiert, die die Temperatur im Winter auf mindestens 7 °C hält und damit eine allmähliche Trockenlegung bewirkt. Auch das Kirchengestühl erhielt eine gründliche Überarbeitung.

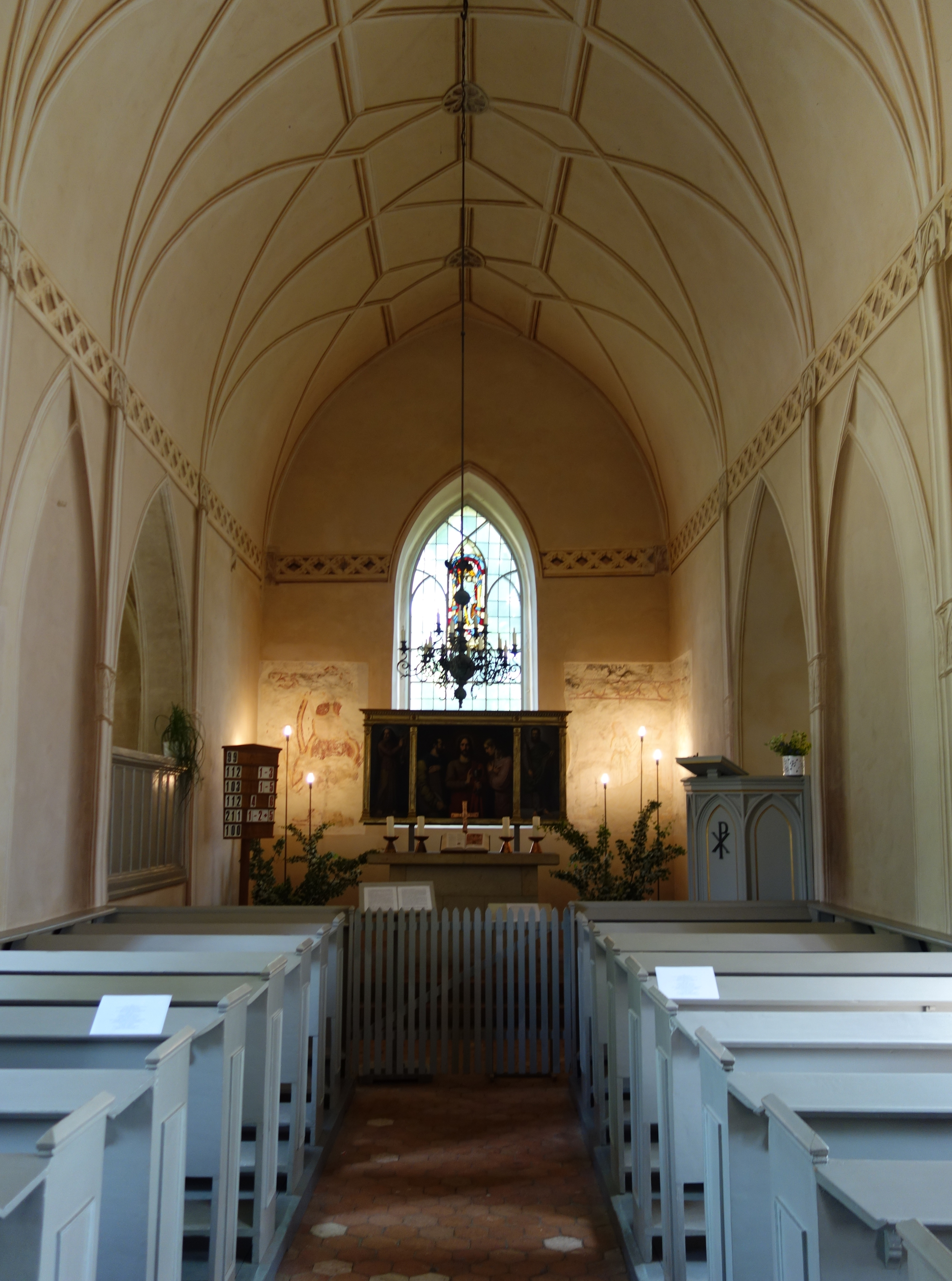
Innenraum mit Spitztonnengewölbe

Im Jahre 2002 wurden die Fundamente aufgegraben und abgedichtet, die Sakristei saniert und die Kanzel sowie die Holzsäulen restauriert. Zwei Jahre später konnten alle Dachflächen einer Sanierung unterzogen und mit alten Ziegeln im Klosterformat neu gedeckt werden. Danach gelang 2005 die Vollendung der gesamten Außensanierung: die Aufarbeitung und teilweise Erneuerung aller Stuckelemente, die Restaurierung der Fenster und Türen, die Neugestaltung der äußeren Königsloge, Veränderungen im Eingangsbereich und die neue Farbgebung nach historischem Vorbild des Paretzer Skizzenbuches von 1811. Zum 200. Todestag von Königin Luise im Jahre 2010 wurde das Kircheninnere auf historischer Grundlage restauriert. Im Jahre 2006 begannen Experten das Vorhaben mit der Restaurierung und Wiederherstellung der inneren Königsloge. 2010 erhielt das Bauwerk eine neue Ausmalung, die die historischen Formen von 1798 wiederherstellte. Für den Erhalt der Dorfkirche setzt sich der Förderverein „Prinzessin Elisabeth Gesellschaft“ aus Wiesbaden ein.

## Baubeschreibung
Der Chor ist gerade und nicht eingezogen. An der Ostwand ist ein großes Maßwerkfenster, das bis in den mit Fialen ausgestalteten Giebel hineinreicht. Dieser ist mit fünf reich verzierten Blenden geschmückt; darüber je ein schräg verlaufender Fries. Die Chornord- und -südwand ist fensterlos. Nördlich steht ein Epitaph.

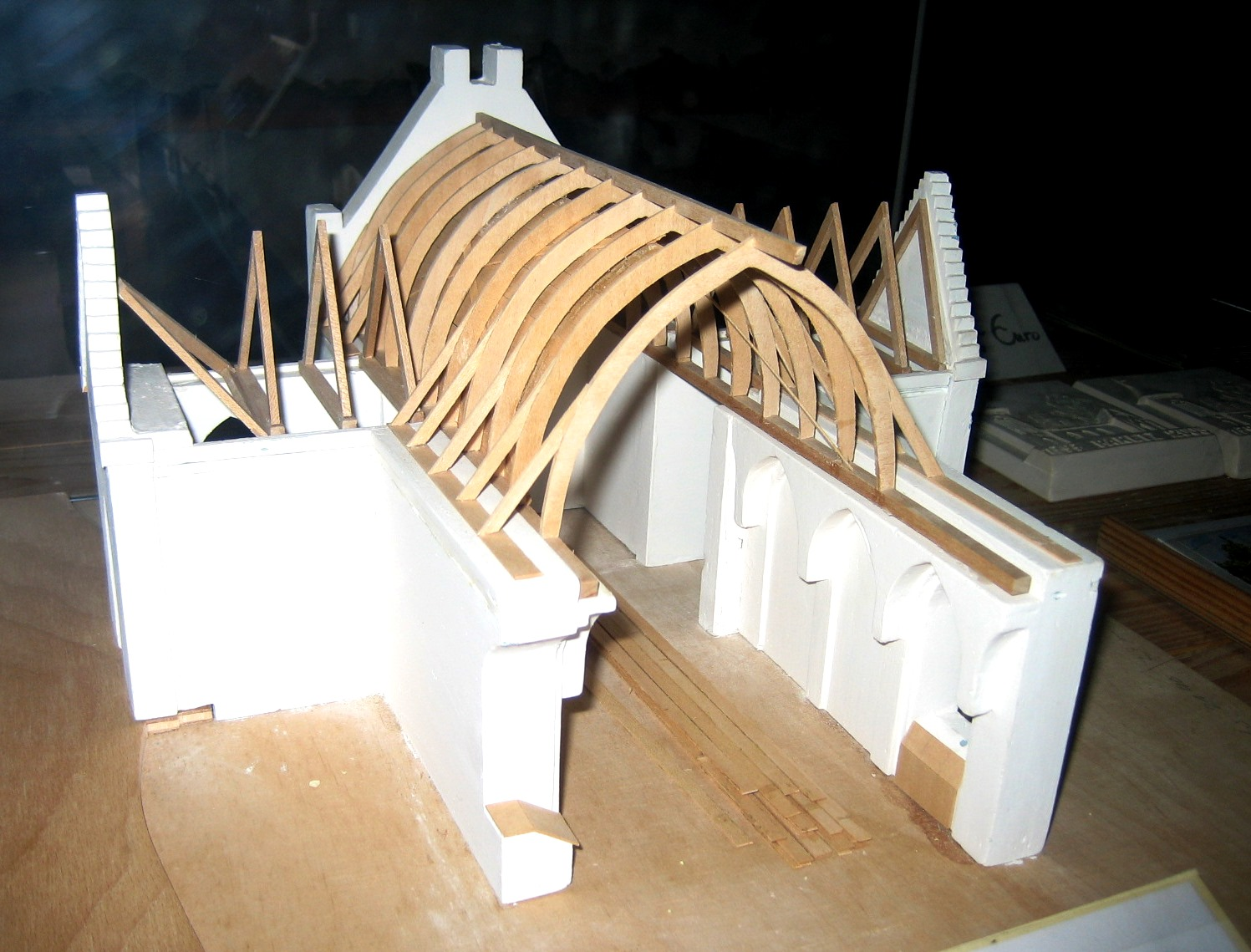
Modell des Bohlendachs (Museum Schloss Paretz, 2007)

Daran schließt sich nach Westen das Kirchenschiff an. Es hat einen rechteckigen Grundriss. An der Nordseite ist eine mächtige Patronatsloge, die durch ein reich verziertes, spitzbogenförmiges Portal von Norden her betreten werden kann. Darüber ist im geschmückten Giebel eine kreisförmige, verzierte Blende. Nach Westen hin folgen zwei dreiteilige Maßwerkfenster mit je drei Nonnenköpfen. Die Südseite mit der ehemaligen Leichenhalle ist identisch aufgebaut. 
Eine bautechnikgeschichtliche Besonderheit ist das aus der Erbauungszeit erhaltene, bogenförmige Bohlendach über dem Kirchenschiff. Die Dachkonstruktion formt gleichzeitig das innen sichtbare hölzerne Spitztonnen-Gewölbe, das mit aufstuckierten Rippen verziert ist.
Nach Westen schließt sich der querrechteckige Westturm an. Hier befindet sich der spitzbogig gerahmte Haupteingang in die Kirche. Darüber befindet sich an den Turmfassaden aufstuckiertes Blendmaßwerk, das gestalterisch auch das Glockengeschoss und die Schallarkaden überspielt. Oben schließt ein Pyramidendach mit Wetterfahne und Kreuz ab.

## Ausstattung

### Altar, Fünte und Glasfenster

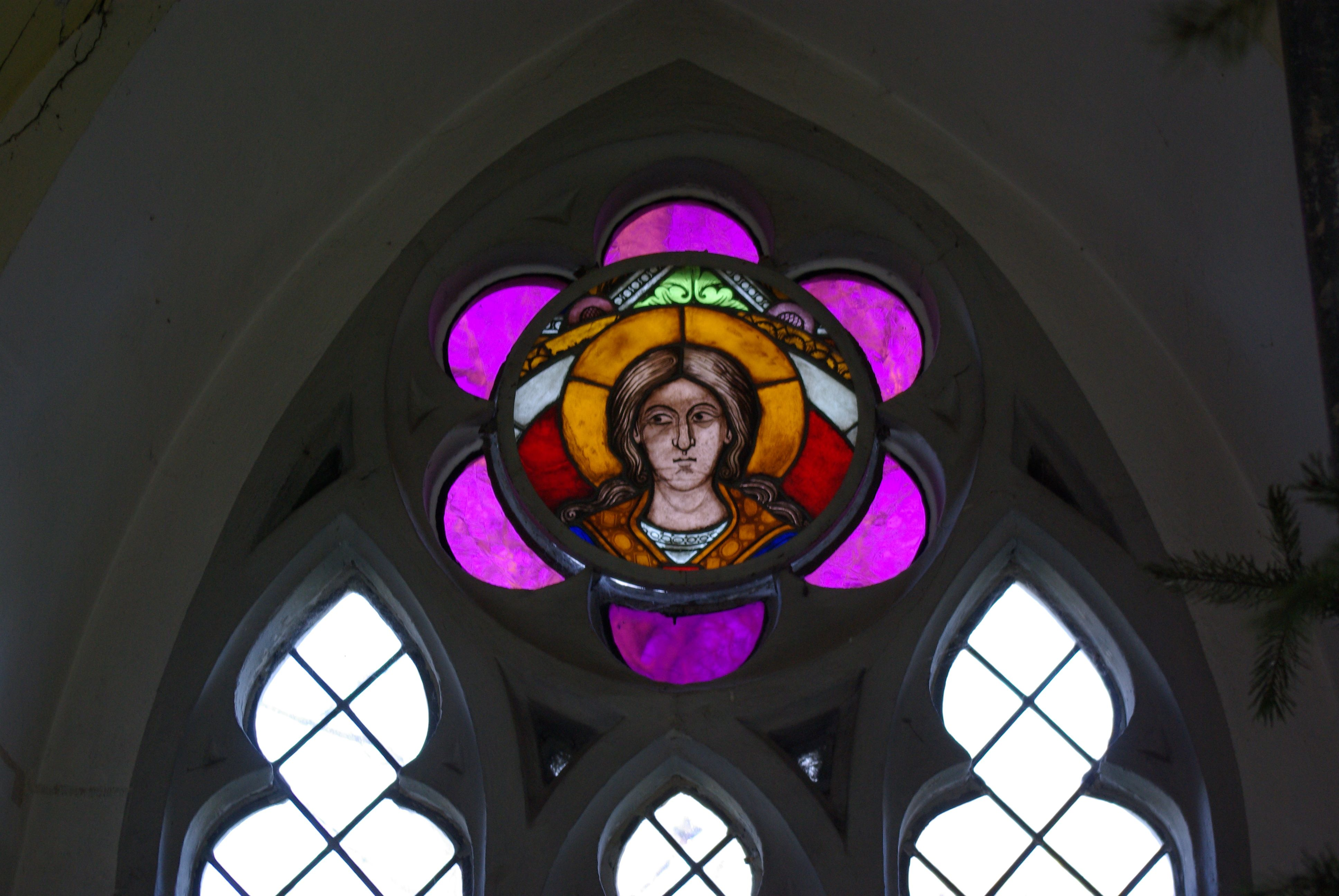
Darstellung der Obödienz

Der schlichte Altarblock sowie die Fünte wurden in den Jahren 1961 und 1962 ersetzt. Hinter dem Altar steht ein Triptychon, das im Mittelteil Jesus Christus begleitet von Matthäus und Apostel Johannes sowie dem Apostel Paulus von Tarsus auf der rechten Seite zeigt. Im Chor konnten Reste einer mittelalterlichen Ausmalung freigelegt werden, die vermutlich aus dem 14. Jahrhundert stammen. Im Nordanbau steht die ehemalige Königsloge. Im Westen befindet sich eine Empore, die mittig mit einem wappenartigen Schnitzrelief verziert ist. Es zeigt den Apostel Simon Petrus und stammt aus dem 18. Jahrhundert. Der polygonale Kanzelkorb ist vergleichsweise schlicht gehalten. In einem der spitzbogenförmigen Felder ist das Christusmonogramm abgebildet.
Die beiden mittleren Fenster im Kirchenschiff zeigen zwei Rundscheiben mit Brustbildern der Obödienz sowie eine Heiligengestalt. Die Kirchengemeinde erhielt sie vermutlich als Schenkung Friedrich Wilhelms III. Es handelt sich dabei jedoch um Kopien; die Originale aus der Zeit um 1210/1220 werden im Dommuseum in Brandenburg aufbewahrt. Sie stammen ursprünglich aus dem Liebfrauenkloster Magdeburg. Ebenfalls aus diesem Kloster stammt eine Wappenscheibe des Hauses Hohenzollern mit Prophetenfiguren aus der Zeit um 1470 sowie eine Scheibe mit der Darstellung des heiligen Mauritius von 1539. Im Turmvorraum erinnern zwei Gedenktafeln an die Gefallenen der Kriege.

### Orgel

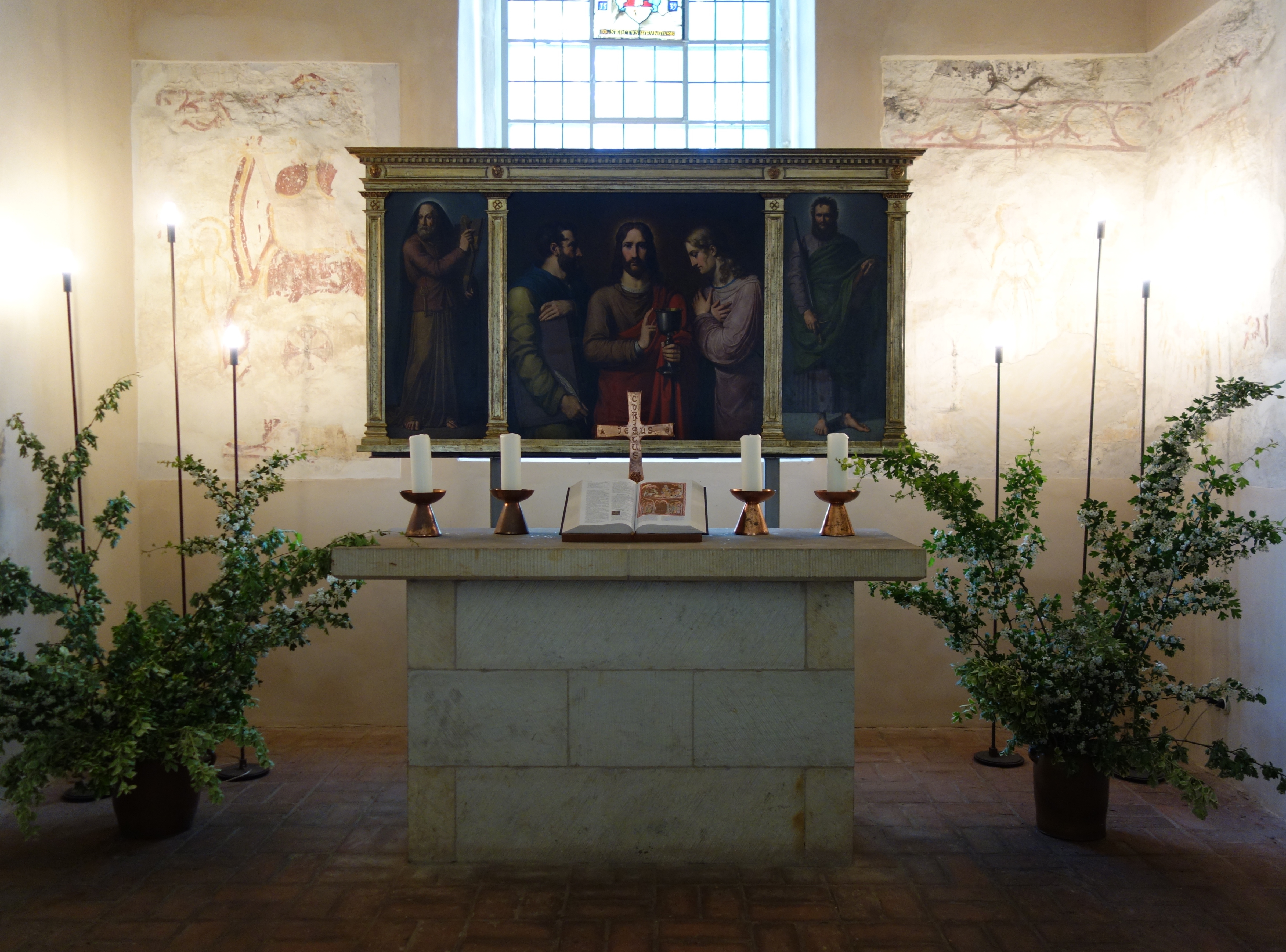
Altar der Kirche

Bei der Neugestaltung der Kirche 1797 stiftete Königin Luise der Kirche ein Orgelpositiv. Im Jahre 1864 dann baute die Potsdamer Firma Gesell eine größere Orgel ein, deren Werk das Orgelpositiv ersetzte. Von 1966 bis 1968 überholte die Orgelbauwerkstatt Schuke in Potsdam die Orgel gründlich. 1993 dann konnte die Orgelerneuerung mit dem Einbau des noch fehlenden Pedalregisters Subbass 16′ vollendet werden.

## Literatur

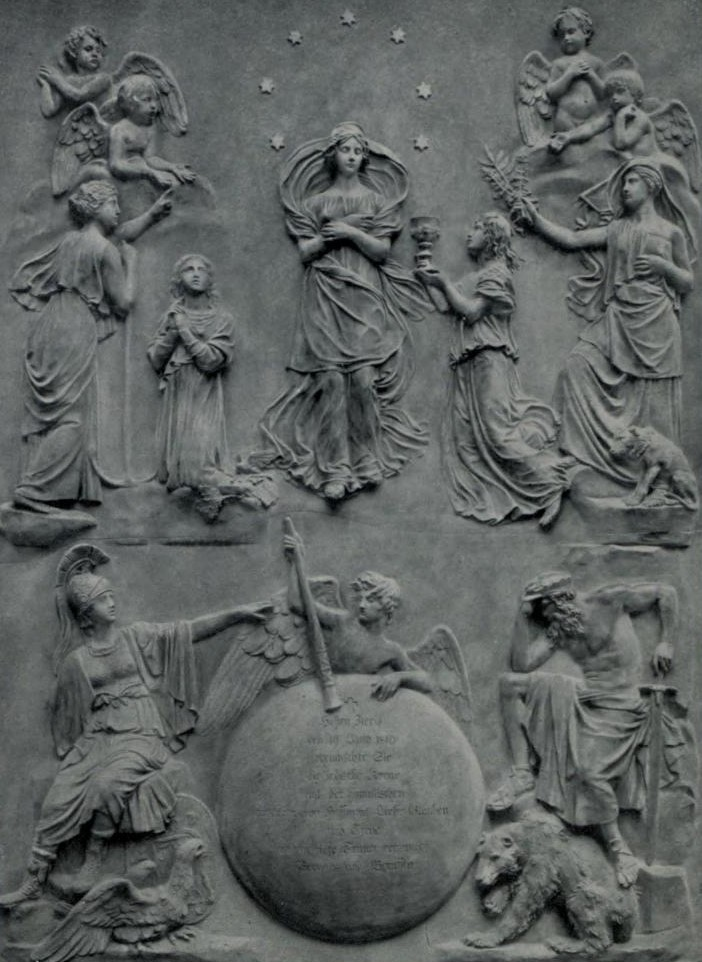
Gottfried Schadow: Apotheose der Königin Luise (Reliefbildnis in der Königsloge)

### Weitere Ausstattung
Zur weiteren Kirchenausstattung gehören mehrere Gemälde mit christlicher Thematik aus dem Ende des 18. sowie der ersten Hälfte des 19. Jahrhunderts. Eine in der ehemaligen Königsloge aufgehängte Gedenktafel für Königin Luise wird im Dehio-Handbuch als „vorzügliche“ Bildhauerarbeit bezeichnet. Das große Terrakottarelief schuf 1811 und 1812 von Gottfried Schadow, es zeigt die Verstorbene in der Verklärung, umgeben von den vier Tugenden.